# Scott Wolf
 (mars 2022).
Si vous disposez d'ouvrages ou d'articles de référence ou si vous connaissez des sites web de qualité traitant du thème abordé ici, merci de compléter l'article en donnant les références utiles à sa vérifiabilité et en les liant à la section « Notes et références ».
Pour les articles homonymes, voir Wolf.
Scott Wolf est un acteur et producteur américain né le 4 juin 1968 à Boston, dans le Massachusetts aux (États-Unis).
Il est connu pour son rôle du Dr Scott Clemmens dans la série télévisée américaine The Night Shift.

## Biographie
Scott Wolf est né à Boston, Massachusetts. Il est le fils de Susan (née Levy) et Steven Wolf, un cadre de santé,,. Il a été élevé dans une famille juive réformée. Il a grandi à West Orange, et est diplômé en 1986 du West Orange High School (en). Il est le cousin de Josh Wolf (en).
Scott Wolf a fréquenté la George Washington University et a obtenu un Bachelor of Arts en finance en 1991. Il fait également partie de la fraternité Alpha Epsilon Pi.

### Carrière
Révélé dans la série La Vie à cinq, il incarne durant six saisons Bailey Salinger.
IL s’essaiera en tant que producteur mais aussi en tant qu'ingénieur du son sur plusieurs productions américaines et notamment Las Vegas 21.
En 2009, il joue Chad Decker dans le remake de V
En 2016, il a co-animé avec Kelly Ripa dans son émission Live With Kelly pendant dix émissions.

### Vie privée
Scott Wolf a eu une relation avec l'actrice Alyssa Milano avant de vivre pendant un an avec l'actrice Paula Devicq. En 2004, il se marie à Kelley Limp et ils sont les parents de Jackson, né le 22 mars 2009, de Miller, né le 10 novembre 2012, et de Lucy, née en mai 2014.

## Filmographie

### Cinéma

#### Films
- 1990 : Les Tortues Ninja : Un voyou (non crédité)
- 1991 : The Skid Kid : Mr All-Star
- 1993 : Teenage Bonnie and Klepto Clyde : Clyde
- 1994 : Double Dragon : Billy Lee
- 1996 : Lame de fond (White Squall) : Charles 'Chuck' Gieg  /  Narrator
- 1996 : Étoile du soir (The Evening Star) : Bruce
- 1998 : Welcome to Hollywood d'Adam Rifkin et Tony Markes : Un acteur
- 1999 : Go : Adam
- 2002 : Love Thy Neighbor (court-métrage) : Kenny
- 2002 : Emmett's Mark : Emmett Young
- 2013 : The Volunteer (court-métrage) : Jimmy
- 2013 : Imagine : John Morris
- 2016 : 37 : Sean Raydo
- 2017 : Bingo ! (Such Good People) : Jake Jones
- 2019 : Inside Game (en) : Tommy Martino
- 2022 : Une amie au poil (Rescued by Ruby) (sur Netflix) : Matt Zarrella

#### Film d'animation
- 2001 : La Belle et le Clochard 2 : L'Appel de la rue : Scamp (voix)

### Télévision

#### Téléfilms
- 1991 : Le Plus Beau Cadeau de Noël : Choriste
- 1992 : Yesterday Today
- 2001 : Jenifer : Jenifer's Date
- 2003 : Rubbing Charlie : Charlie
- 2003 : Un nouveau départ : Will
- 2004 : Kat Plus One : Josh
- 2007 : Making It Legal : Josh
- 2012 : Joey Dakota : Fraklin Morgan
- 2015 : Mon meilleur ennemi (Meet My Valentine) : Tom Bishop
- 2021 : Le Chœur de Noël : Greg
- 2023 : A Merry Scottish Christmas : Brad Morgan

#### Séries télévisées
- 1991 : Kids Incorporated : Billy et Bobby (saison 7, épisode 17)
- 1991 : Sauvés par le gong (Saved by the Bell) : Un élève
- 1993 : L'As de la crime (The Commish) : Todd Clements
- 1993 : Parker Lewis ne perd jamais (Parker Lewis Can't Lose) : Brian Sommerville (saison 3, épisode 21)
- 1993 : Evening Shade (en) : David
- 1994 : Petite Fleur (Blossom) : Gordon 'Gordo' McCain
- 1994 - 2000 : La Vie à cinq (Party of Five) : Bailey Salinger
- 1995 : MADtv (série télévisée) : Lui-même (saison 1, épisode 6)
- 1996 : Saturday Night Special (en)
- 1998 : Saturday Night Live
- 1999 : Sarah (Time of Your Life) : Bailey Salinger (voix) (non crédité)
- 1999 : Action : Lui-même (épisode 6)
- 2001 : Spin City : Tim Connelly (saison 5, épisodes 20 à 23)
- 2002 : The Job : Lui-même (saison 2, épisode 4)
- 2004 : Everwood : Dr. Jake Hartman (principal, saisons 3 et 4)
- 2007 : The Nine : 52 heures en enfer (The Nine) : Jeremy Kates (client de la banque, fiancé de Lizzie)
- 2008 : Les Experts : Manhattan (CSI: NY) : Mackinley Taylor (saison 5, épisode 8)
- 2009 : V : Chad Decker
- 2010 : Delocated : Lui-même (saison 2, épisode 10)
- 2011 : NCIS : Casey Stratton/Jonathan Cole (saison 9, épisodes 1, 12 et 24)
- 2013 - 2015 : Perception : Donald « Donnie » Ryan (récurrent saison 2, principal saison 3)
- 2014 - 2017: The Night Shift : Dr Scott Clemmens (récurrent saison 1-2, principal depuis la saison 3)
- 2019 - 2023: Nancy Drew : Carson Drew (principal)

#### Séries d'animation
- 2012 - 2013 : Kaijudo (en) : Raiden Pierce-Okamoto/Mighty Shouter (voix)
- 2015 : BoJack Horseman : Lui-même (saison 2, épidoe 7)
- 2016 : Voltron, le défenseur légendaire : Rax (voix)

### Comme producteur
- 2003 : Picking Up and Dropping Off (TV)
- 2021 : Nancy Drew - Saison 3, Épisode 9 : The Voices in the Frost